# Empire FC
Empire FC ist ein im Jahr 1962 gegründeter Fußballverein aus Saint John’s im Inselstaat Antigua und Barbuda. Der Verein trägt seine Heimspiele im Antigua Recreation Ground aus. Er spielte in der Saison 2017/18 in der Premier League, der höchsten Spielklasse des nationalen Fußballverbands von Antigua und Barbuda. Der dreizehnfache Meister von Antigua und Barbuda beendete die Saison auf dem letzten Platz und stieg daher abermals in die zweitklassige First Division ab.

## Erfolge
- Premier League[3]

Meister: 1969/70, 1970, 1971, 1972, 1973, 1974/75, 1978/79, 1987/88, 1991/92, 1997/98, 1998/99, 1999/00, 2000/01